# Liste des députés européens du Luxembourg de la 9e législature

Cet article présente la liste des députés européens du Luxembourg élus lors des élections européennes de 2019 au Luxembourg.

## Liste des députés européens
| Portrait | Nom                 | Parti | Parti                                   | Groupe parlementaire européen |
| -------- | ------------------- | ----- | --------------------------------------- | ----------------------------- |
|          | Charles Goerens     |       | Parti démocratique                      | Renew Europe                  |
|          | Christophe Hansen   |       | Parti populaire chrétien-social         | PPE                           |
|          | Tilly Metz          |       | Les Verts                               | Verts/ALE                     |
|          | Marc Angel          |       | Parti ouvrier socialiste luxembourgeois | S&D                           |
|          | Monica Semedo       |       | Parti démocratique                      | Renew Europe                  |
|          | Isabel Wiseler-Lima |       | Parti populaire chrétien-social         | PPE                           |

## Mandats clos en cours de législature
- Nicolas Schmit, remplacé par Marc Angel.